# Brett Shapiro
Brett Shapiro (Filadelfia, 1955) è un giornalista e scrittore statunitense.

## Biografia
Dopo aver lavorato alla Temple University si è stabilito a New York, dove ha lavorato come giornalista e scrittore e ha insegnato al Baruch College. Qui nel 1990 ha conosciuto il giornalista italiano Giovanni Forti, innamorandosene. Nel 1991 i due si sono uniti simbolicamente con rito ebraico in una sinagoga. Dopo la pubblicazione delle foto della cerimonia da parte del settimanale L'Espresso, per cui scriveva Forti, in Italia si scatenarono molte polemiche da parte della stampa, che parlò impropriamente di "matrimonio gay" con rito ebraico.
Dopo la cerimonia, i due hanno vissuto insieme, a Roma, con il figlio adottivo di Shapiro, Zac, e con il figlio biologico di Forti, sino alla morte di quest'ultimo per AIDS nel 1992. Per raccontare questa esperienza Shapiro ha scritto un libro-testimonianza, L'intruso, pubblicato nel 1994 da Feltrinelli. Ha poi pubblicato due libri per bambini in lingua tedesca: "Bailey der Streuner" (Picus Verlag 1998, Circonflex 2000), vincitore dell "Austrian National Book Award", e "Bailey wird riech" (Picus Verlag 2001). Come giornalista ha collaborato con numerose testate in tutto il mondo, fra cui Newsweek, International Herald Tribune, L'Espresso, il manifesto, L'Unità, Sorrisi e Canzoni TV.